# Repelón
Repelón ist eine Gemeinde (municipio) im Departamento Atlántico in Kolumbien.

## Geographie
Repelón liegt in der Subregion Sur in Atlántico auf einer Höhe von 9 m ü. NN, 86 km von Barranquilla entfernt und hat eine Jahresdurchschnittstemperatur von 29 °C. Auf dem Gebiet der Gemeinde Repelón findet sich ein großer Teil des Stausees Guájaro. Die Gemeinde grenzt im Norden an Luruaco, im Süden an Soplaviento, San Estanislao und San Cristóbal im Departamento de Bolívar, im Osten an Sabanalarga und Manatí und im Westen an Villanueva und Santa Catalina in Bolívar.

## Bevölkerung
Die Gemeinde Repelón hat 28.945 Einwohner, von denen 19.546 im städtischen Teil (cabecera municipal) der Gemeinde leben (Stand: 2022).

## Geschichte
Die Besiedlung des heutigen Repelón begann ab etwa 1650, als der nahegelegene Ort San Benito de las Palomas von Überschwemmungen betroffen war. Der alte Ort hörte auf zu existieren, als 1967 der Stausee Guájaro angelegt wurde.

## Wirtschaft
Die wichtigsten Wirtschaftszweige von Repelón sind Landwirtschaft, Tierhaltung und Fischerei. Angebaut werden insbesondere Baumwolle, Tomaten, Mais, Sorghumhirsen und Obst.